# Leonding
Leonding er en by i det nordlige Østrig med et indbyggertal (pr. 2007) på cirka 24.000. Byen ligger i delstaten Oberösterreich ved bredden af floden Donau. Den tysk/østrigske diktator Adolf Hitler boede som barn fra 1898 til 1905 sammen med sine forældre i byen.
48°16′N 14°15′Ø / 48.267°N 14.250°Ø

- Wikimedia Commons har flere filer relateret til Leonding